# Улица Пушкина (Элиста)
У́лица Пу́шкина — одна из центральных улиц Элисты. Важная транспортная артерия, связывающая северную и центральную части города. Улица Пушкина является одной из наиболее оживлённых в городе. В домах по ней размещаются предприятия общепита, магазины различной направленности, государственные административные и культурные учреждения, офисы общественных организаций.

## Расположение и благоустройство
Улица Пушкина пересекает центральную часть города с севера на юг. Протяжённостью более 1,5 километра, она берёт своё начало от перекрестка с улицами Бимбаева и Дармаева и заканчивается пересечением с проспектом Чонкушова и улицей Будённого на площади Будённого. Проезжая часть на всём протяжении улицы является двухполосной — по одной полосе движения в каждую сторону.
На пересечении с улицей Ленина расположена центральная площадь Элисты — площадь Ленина. На участке улицы, прилегающей к площади Ленина, сквозное движение не осуществляется.
От начала и до пересечения с Республиканской улицей улица Пушкина пересекает центр Элисты — кварталы со средне- и многоэтажной застройкой. На участке от Республиканской улицы и до улицы Чапаева улица Пушкина пересекает преимущественно районы малоэтажной частной застройки. Далее улица разделяет территорию Республиканской больницы имени Жемчуева и 3-й микрорайон города.
Нумерация осуществляется по направлению с юга на север: по правой стороне — нечётные здания, по левой — чётные.

## Достопримечательности
- памятник архитектуры (памятник местного значения)

Родина (улица Пушкина, 22)
Здание построено в 1938 году по проекту архитектора М. Калмыкова
- Памятник А.С. Пушкину. Скульптор — Н. Эледжиев. Установлен в 1999 году[3]

- памятник архитектуры (федеральный)

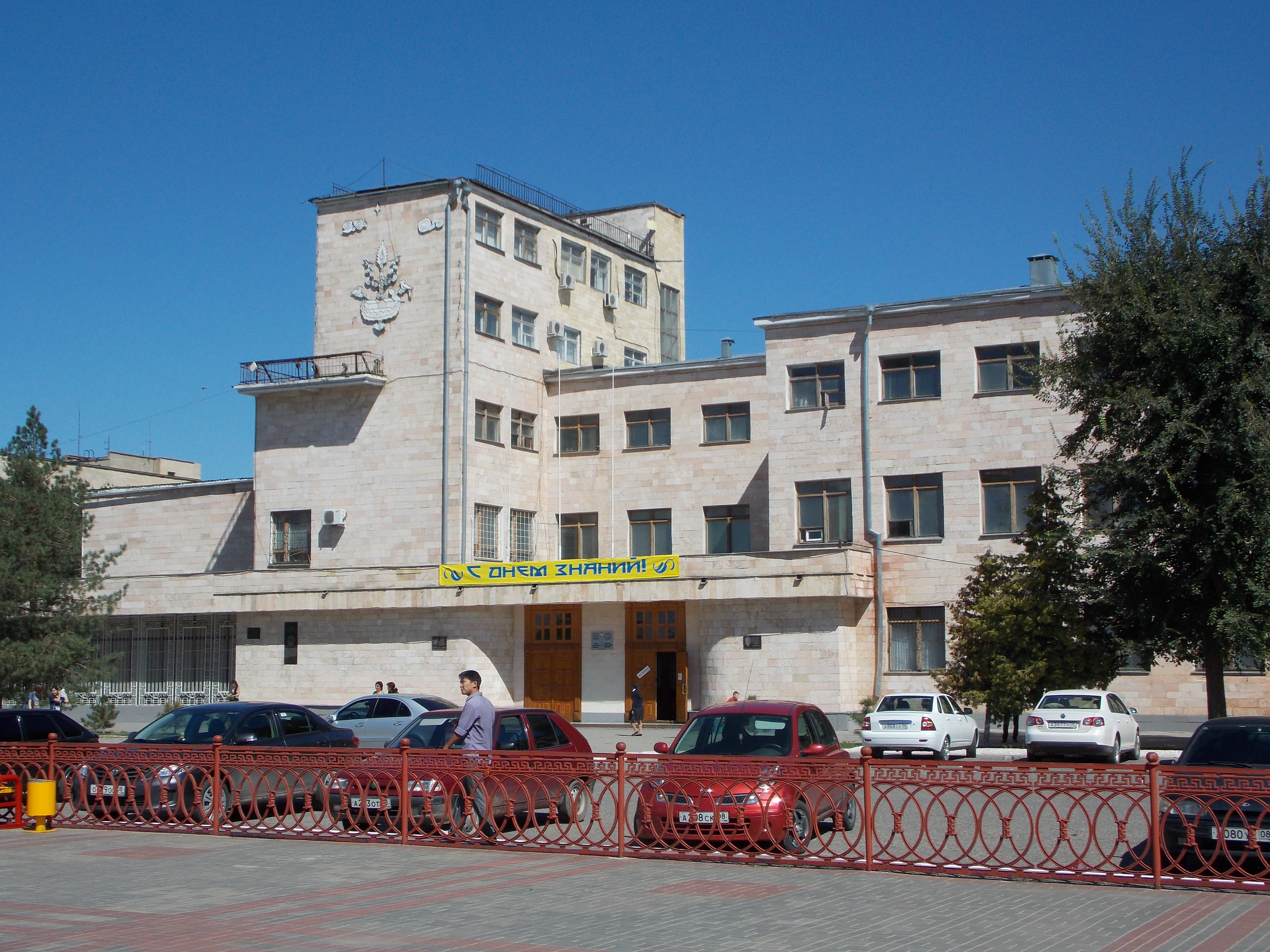
Дом советов - 1-й корпус КГУ

Дом Советов (улица Пушкина, 11; расположен на пересечении c  улицей Ленина)
Построен 1928—1932 гг. по проекту архитекторов Ильи Голосова и Бориса Миттельмана как здание для областного калмыцкого комитета ВКП(б). Памятник архитектуры федерального значения. С 1974 года — памятник архитектуры. В настоящее время в здании располагается Первый корпус Калмыцкого университета.

## Галерея
|                                                                     |                                   |                         |                                                   |                                              |
| Национальная библиотека имени А. М. Амур-Санана (ул. Пушкина, д. 1) | Ворота, разделяющие улицу Пушкина | Архив (ул. Пушкина, 9А) | Почтовая марка с изображением кинотеатра «Родина» | Республиканская больница (улица Пушкина, 52) |